# Pustelnia (Skamieniałe Miasto)

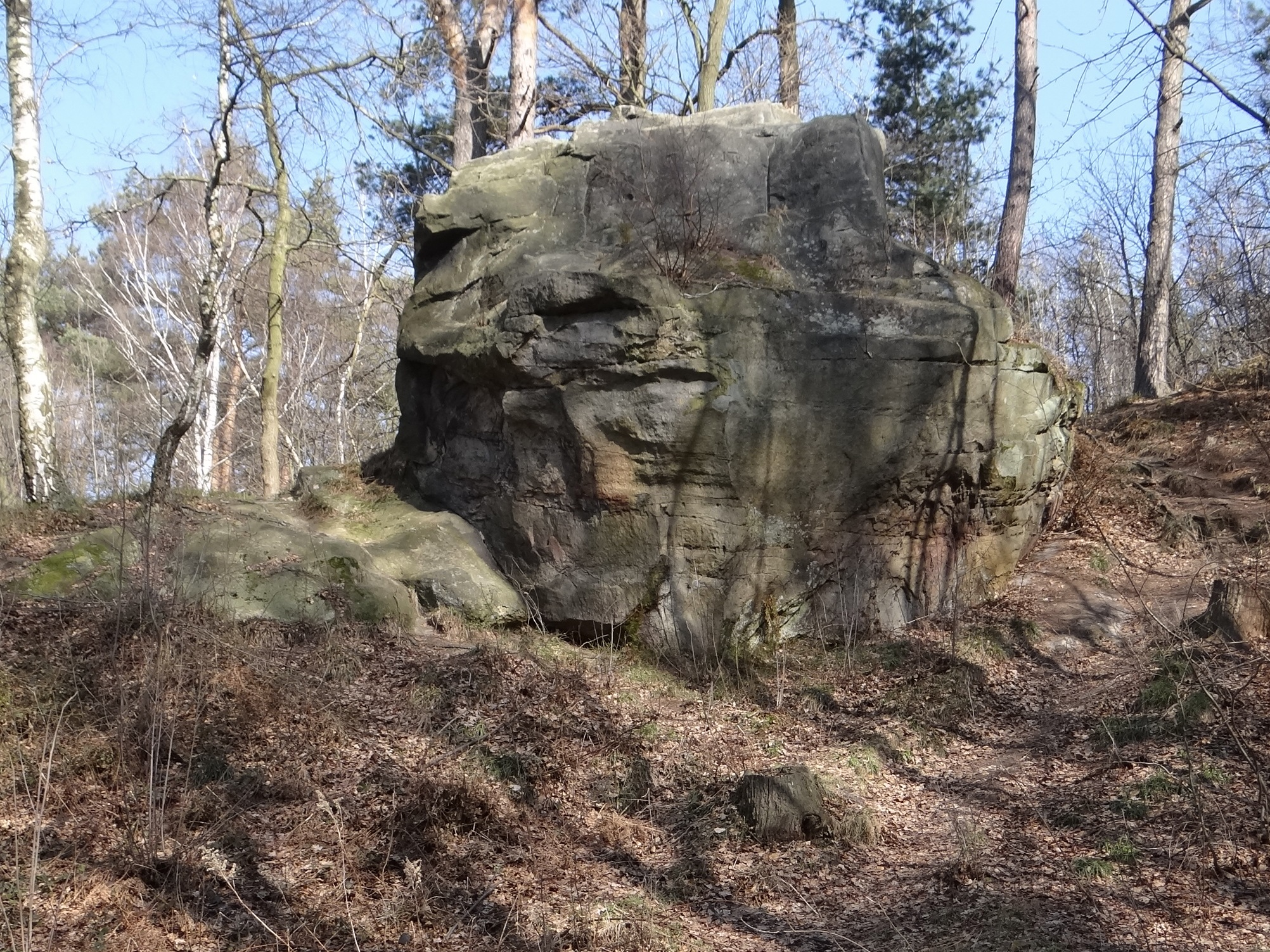

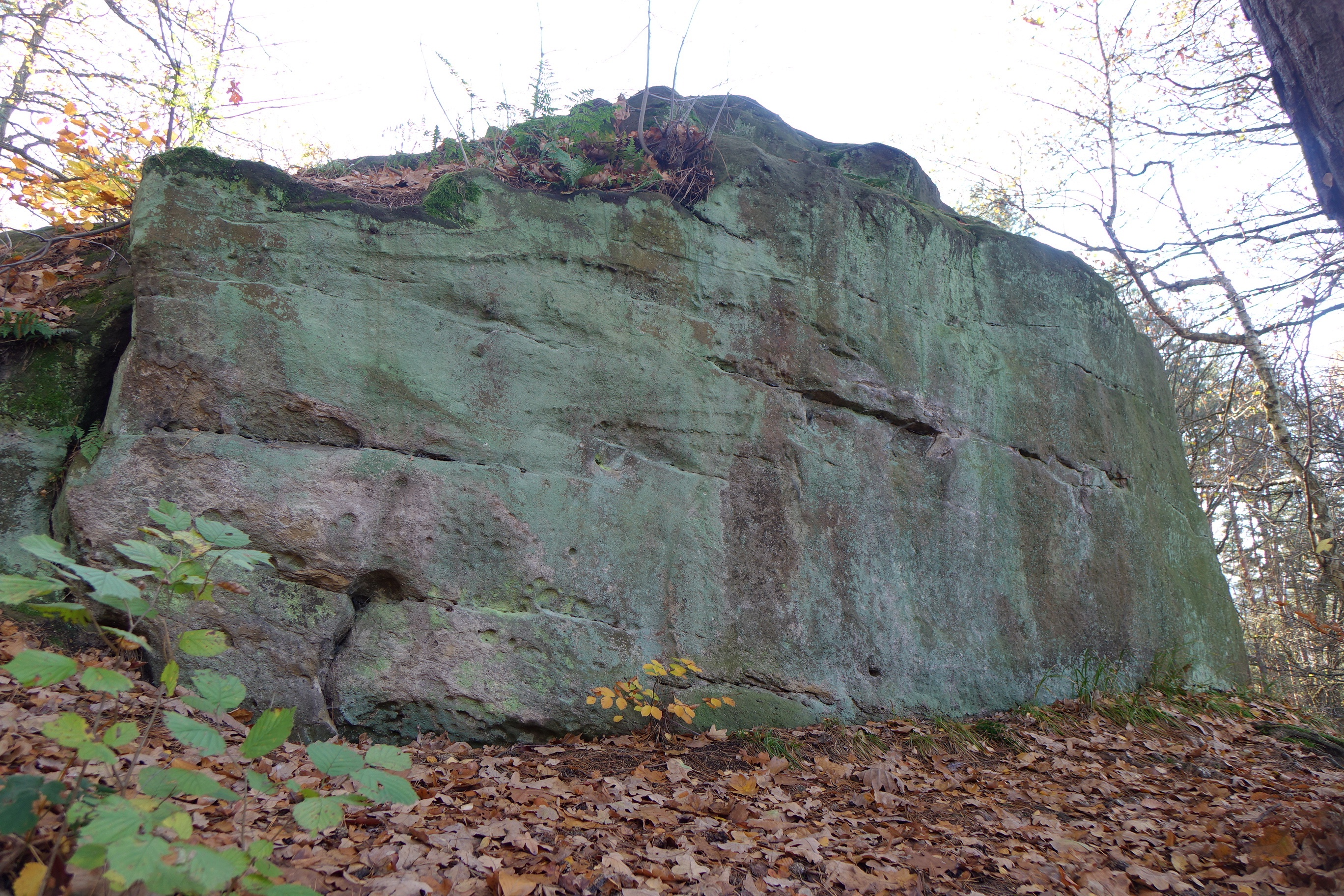

Pustelnia – jedna ze skał w rezerwacie przyrody Skamieniałe Miasto na Pogórzu Ciężkowickim. Jest to samotna skała, znajdująca się w środkowej części rezerwatu, powyżej Piramid. Administracyjnie znajduje się w granicach miasta Ciężkowice w województwie małopolskim, w powiecie tarnowskim, w gminie miejsko-wiejskiej Ciężkowice. Skała zbudowana jest z piaskowca ciężkowickiego płaszczowiny śląskiej Karpat Zewnętrznych. Piaskowiec ten powstał w wyniku sedymentacji około 58 – 48 mln lat temu na dnie Oceanu Tetydy. W okresie polodowcowym piaskowce ulegały selektywnemu wietrzeniu. Najbardziej na wietrzenie narażone były płaszczyzny spękań ciosowych, przetrwały fragmenty najbardziej odporne na wietrzenie, i to doprowadziło do powstania różnorodnych, izolowanych od siebie form skałkowych.
Ze skałą tą związana jest legenda, według której kiedyś były tutaj malutki domek, w którym z dala od ludzi mieszkał pustelnik. Pewnego razu za kubek wody jaki użyczył wędrownemu starcowi, ten odwdzięczył mu się dobrą radą: „Jeśli Ci życie miłe przyjacielu, spakuj swoje rzeczy i uciekaj stąd jak najszybciej, jutro bowiem na wszystko będzie już za późno”. Pustelnik posłuchał rady i jeszcze tego samego dnia opuścił pustelnię. Jak się okazało rada była dobra – zarówno bowiem dom pustelnika, jak i całe miasto wraz z mieszkańcami za karę zostało zamienione w kamienie. Pustelnik był jedynym człowiekiem, któremu pozwolono się oddalić z miasta skazanego na zagładę.
Pustelnia nadaje się do boulderingu. Na jej południowej i północnej ścianie jest 10 dróg wspinaczkowych (baldów) o trudności od 4 do 7b w skali francuskiej. Wspinanie jednak jest zabronione.